# Velgast (stacja kolejowa)
Velgast (niem. Bahnhof Velgast) – stacja kolejowa w Velgast, w kraju związkowym Meklemburgia-Pomorze Przednie, w Niemczech. Znajduje się na linii Stralsund – Rostock. Według DB Station&Service ma kategorię 5.

## Linie kolejowe
- Linia Stralsund – Rostock
- Linia Velgast – Prerow
- Linia Velgast – Tribsees

## Połączenia
| Linia | Trasa | Takt                        |
| ----- | --- | --------------------------- |
| IC 26 | (Binz –) Stralsund – Velgast – Rostock – Hamburg – Hannover (– Frankfurt (– Karlsruhe))                             | 4 pary pociągów dziennie    |
| IC 30 | Binz/Greifswald – Stralsund – Velgast – Rostock – Schwerin – Hamburg – Bremen – Dortmund – Köln – Mainz – Stuttgart | dwie pary pociągów dziennie |

| Linia | Trasa                                                                                     | Takt (min) | Przewoźnik kolejowy |
| ----- | ----------------------------------------------------------------------------------------- | ---------- | ------------------- |
| RE 9  | Rostock – Ribnitz-Damgarten – Velgast – Stralsund – Bergen auf Rügen – Lietzow – Sassnitz | 120        | DB Regio Nordost    |
| RB 25 | Velgast – Barth                                                                           | 80/40      | Usedomer Bäderbahn  |